# Línea 16 (Dbus)
La línea 16 de Dbus conecta el centro de San Sebastián con Miraconcha, Sanserreka, Pío Baroja, el funicular e Igeldo. Esta línea fusionó la antigua línea 6 en 1980, que solo llegaba hasta el funicular.
Esta línea y la 45 formaron parte de una prueba piloto para permitir el pago del viaje con tarjeta de crédito mediante datáfonos instalados en sus autobuses. Actualmente este medio de pago está admitido en todas las líneas de Dbus.

## Paradas

### Hacia Camping
- Boulevard 19
- Urbieta 6 18 19 26 31
- Zubieta - San Martin 5 18 25 33 40 45
- Miraconcha
- Miramar Jauregia/Palacio Miramar
- Duque de Baena
- Sanserreka
- Sanserreka-Polikiroldegia
- Pío Baroja 15 27 35 43
- Pío Baroja 5 27 35 43
- Satrustegi I tb7
- Satrustegi II tb7
- Funikularra tb7
- La Sirena
- Igeldo Pasealekua 72
- Igeldo 81
- Cristóbal Balenciaga 2
- Tximistarri
- Cristóbal Balenciaga 42
- Amezti 2
- Kamio
- Cristóbal Balenciaga 74
- Cristóbal Balenciaga 96
- Igeldo Herria
- Meteorologikoa Padre Orkolaga 44
- Camping

### Hacia Plaza Gipuzkoa II
- Camping
- Meteorologikoa Padre Orkolaga 47
- Igeldo Herria Cristóbal Balenciaga 105
- Cristóbal Balenciaga 93
- Kamio
- Amezti
- Cristóbal Balenciaga
- Tximistarri Cristóbal Balenciaga 23
- Cristóbal Balenciaga 1
- Igeldo 57
- Igeldo 25
- Satrustegi II tb7
- Funikularra tb7
- Iruña tb7
- Zumalakarregi 9 24 33 40
- Pío Baroja 4 24 35
- Pío Baroja 10 24 35
- Sanserreka 33
- Sanserreka 25
- Duque de Baena 1
- Miraconcha 42
- Miraconcha 28
- Zubieta Plaza 5 18 25 33 40 45
- Askatasuna/Libertad 31 5 18 25 45
- Okendo 5 5 18 25
- Boulevard 19